# Laguna Bacardí
El Bacardí es una laguna de México que se ubica en el sur del estado de Quintana Roo a unos 4 km de la localidad de Tres Garantías a un costado de la carretera que conecta a dicha localidad con el poblado de San José de la Montaña. Se encuentra en las coordenadas 18°12′10″N 88°01′02″O / 18.20278, -88.01722.
El Bacardí mide aproximadamente 50 m de largo por 30 de ancho, unos 1.5 m de profundidad media y 2 m de profundidad máximo aunque en época de lluvias (entre los meses de mayo y enero) puede subir su nivel más de .5 m. Normalmente contiene unos 2250 m³ de agua y cubre una superficie de 1500 m² pero estas cantidades pueden variar dependiendo de la época del año. Se ubica a 118 m s. n. m. A pesar de no contener mucha agua no se suele secar.
Su color es café claro debido a que sus aguas provienen de la lluvia y de los escurrimientos que suelen arrastrar tierra y también por la presencia de peces, lo que tiende a enturbecer la laguna.

## Fauna
Posee varias especies si consideramos las pequeñas dimensiones de la laguna. No se sabe que posea especies endémicas, ya que todas las que posee se encuentran en otras lagunas de la región, como son la Laguna Honda o una zona conocida como La Sabana.
| Fauna de la laguna Bacardí |         |       |        |
|                            |         |       |        |
| Caimán                     | Anguila | Bagre | Topota |
|                            |         |       |        |
| Mojarra                    | Sardina | Garza | Pato   |

Aparte de las especies mencionadas anteriormente, también en la laguna viven algunas tortugas y otros animales frecuentan el lugar para tomar agua, como chachalacas, palomas, correas, sereques, jabalíes, tapires. venados cola blanca e incluso jaguares.
Los caimanes localmente son conocidos como lagartos.

## Actividades recreativas
El lugar es óptimo para practicar la pesca con cordel. No se recomienda meterse a nadar agua pues existe el riesgo de ser mordido por un lagarto. Tampoco es recomendable pescar con red pues se daña el delicado equilibrio ambiental del lugar. 
- Datos: Q20816932